# جيمس جي. كار
جيمس جي. كار (بالإنجليزية: James G. Carr)‏ هو محامي وقاضي أمريكي، ولد في 7 يوليو 1940 في بوسطن في الولايات المتحدة.